# ラウタロ

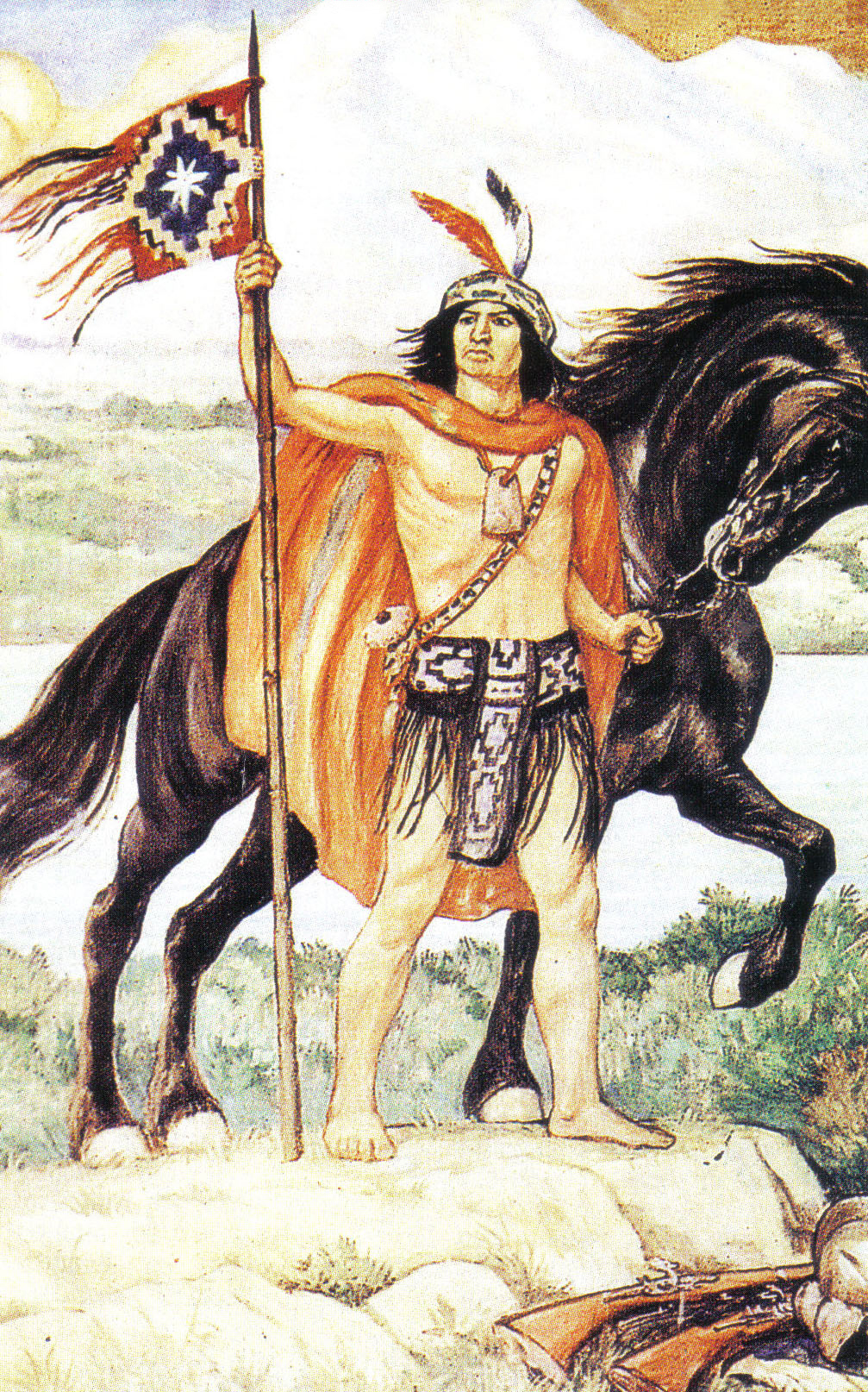
ラウタロ

ラウタロ（Lautaro, 1534年? - 1557年4月29日）はマプチェ族の軍事指導者であり、アラウコ戦争においてスペイン人と戦った主要な人物である。
チリの征服を進めていた征服者、ペドロ・デ・バルディビアの捕虜になり、馬丁を務めていたものの、隙を見て脱走するとマプチェ族を糾合し、スペイン人の戦法を取り入れ、彼らとの戦いを指導した。チリに建設されたいくつものスペインの植民都市を破壊し、1552年にはトゥカペルの戦いでバルディビアを打ち破って捕虜にし、拷問の末に殺害した。1557年、ラウタロはマタキートの戦いで戦死し、首は見せしめとしてサンティアゴで晒し物にされた。その後、カウポリカンらの優秀な指導者によってアラウコ戦争は継続されることとなった。